# Glipizidă
Glipizida (cu denumirea comercială Glucotrol) este un medicament antidiabetic din clasa derivaților de sulfoniluree de generația a 2-a, fiind utilizat în tratamentul diabetului zaharat de tipul 2. Calea de administrare disponibilă este cea orală.
Molecula a fost patentată în 1969 și a fost aprobată pentru uz medical în 1971. A fost aprobată pentru uz medical în Statele Unite ale Americii în anul 1984. Este disponibilă sub formă de medicament generic.

## Utilizări medicale
Glipizida este utilizată în tratamentul diabetului zaharat de tip 2 (non-insulino-dependent), la pacienții la care glicemia este insuficient controlată prin  regimul dietetic, exercițiul fizic și scăderea în greutate.

## Reacții adverse
Principalele efecte adverse asociate tratamentului cu glipizidă sunt: greață, diaree, cefalee și amețeală. Poate produce hipoglicemie, care poate fi severă și poate duce la comă.

## Mecanism de acțiune
Glipizida blochează canalele ionice de K+ de la nivelul celulelor beta pancreatice, cu scăderea efluxului de potasiu din celulă. Depolarizarea duce la deschiderea canalelor de Ca2+ voltaj-dependente și creșterea nivelelor intracelulare de calciu, ceea ce va duce la creșterea secreției celulare de insulină.